# Dubiny (Hajnówka)
Dubiny − część miasta Hajnówki w Polsce, w województwie podlaskim, w powiecie hajnowskim. Rozpościera się w południowej części miasta, w rejonie ulic Kolejowej i Warszawskiej.
1 lutego 1977 włączone do Hajnówki.